# Marina unifoliata
Marina unifoliata là một loài thực vật có hoa trong họ Đậu. Loài này được (Robinson & Greenm.) Barneby miêu tả khoa học đầu tiên.